# Simon Flint
Simon Flint (ur. 14 listopada 1972) – angielski strongman.
Mieszka w Nottingham.
Wymiary:
- wzrost 194 cm
- waga 142 kg

## Osiągnięcia strongman
- 2005
  - 9. miejsce - Puchar Świata Siłaczy 2005: Wexford
  - 7. miejsce - Puchar Świata Siłaczy 2005: Yorkshire
  - 9. miejsce - Puchar Świata Siłaczy 2005: Bad Häring
  - 8. miejsce - Puchar Świata Siłaczy 2005: Ladysmith
  - 8. miejsce - Puchar Świata Siłaczy 2005: Norymberga
- 2006
  - 3. miejsce - Mistrzostwa Anglii Strongman
  - 10. miejsce - Puchar Świata Siłaczy 2006: Fürstenfeldbruck
  - 4. miejsce - Mistrzostwa Zjednoczonego Królestwa Strongman[2]
- 2007
  - 3. miejsce - Mistrzostwa Zjednoczonego Królestwa Strongman